# Philips
Koninklijke Philips (Роял Філіпс, англ. Royal Philips) — нідерландський міжнародний концерн, що спеціалізується на виробництві медичного обладнання та споживчої електроніки для персонального догляду .
Компанія Royal Philips з першого тижня повномасштабної війни зупинила всі поставки у РФ товарів споживчої електроніки та комплектуючих до них. Діяльність офіційного онлайн-магазину Philips у цій країні також припинено. Також припинено виробництво медичного обладнання у цій країні та послуги із консультування медичних закладів.
Нагороджений почесним королівським титулом Koninklijk.

## Історія

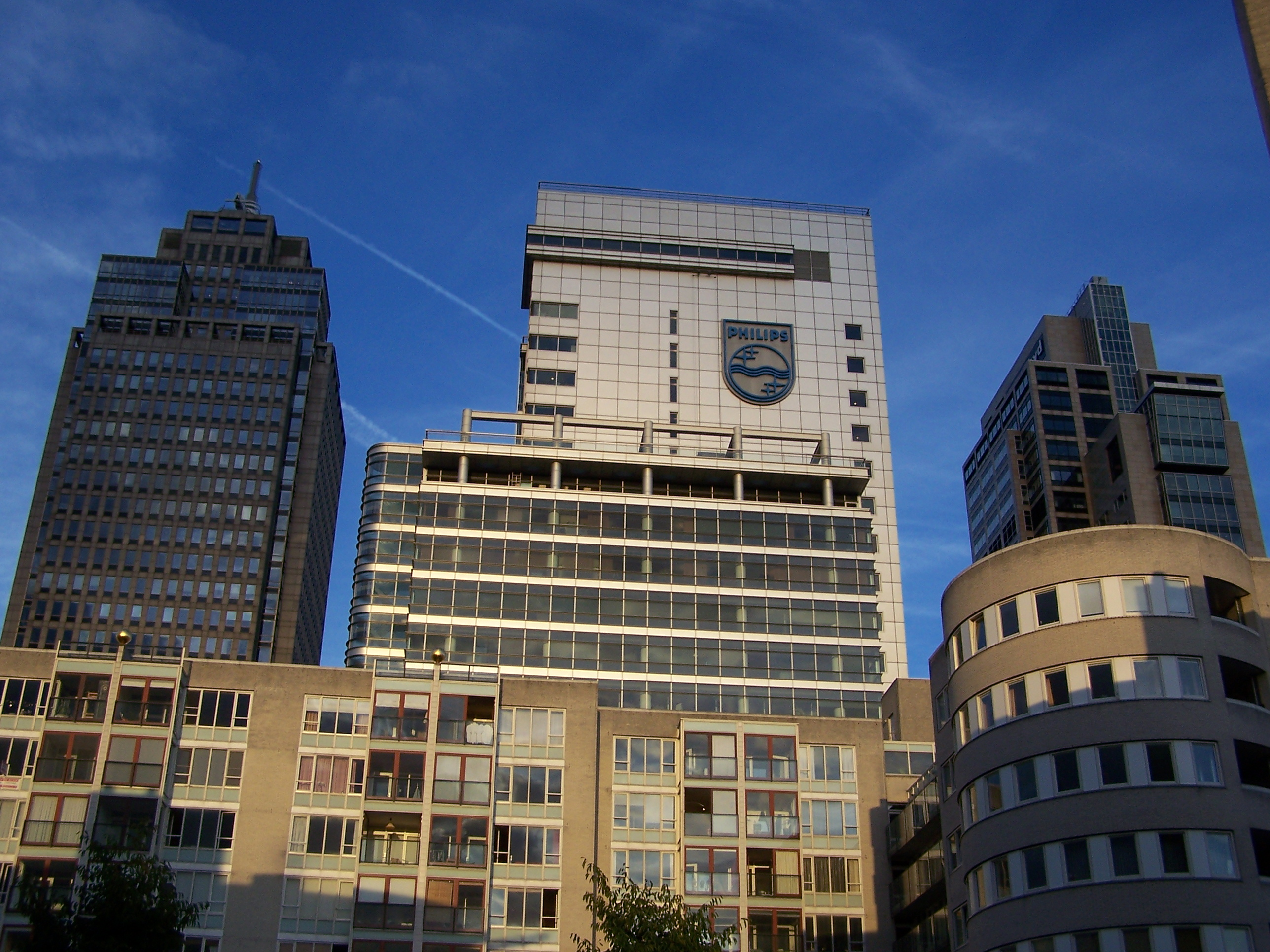
Штаб-квартира в Амстердамі

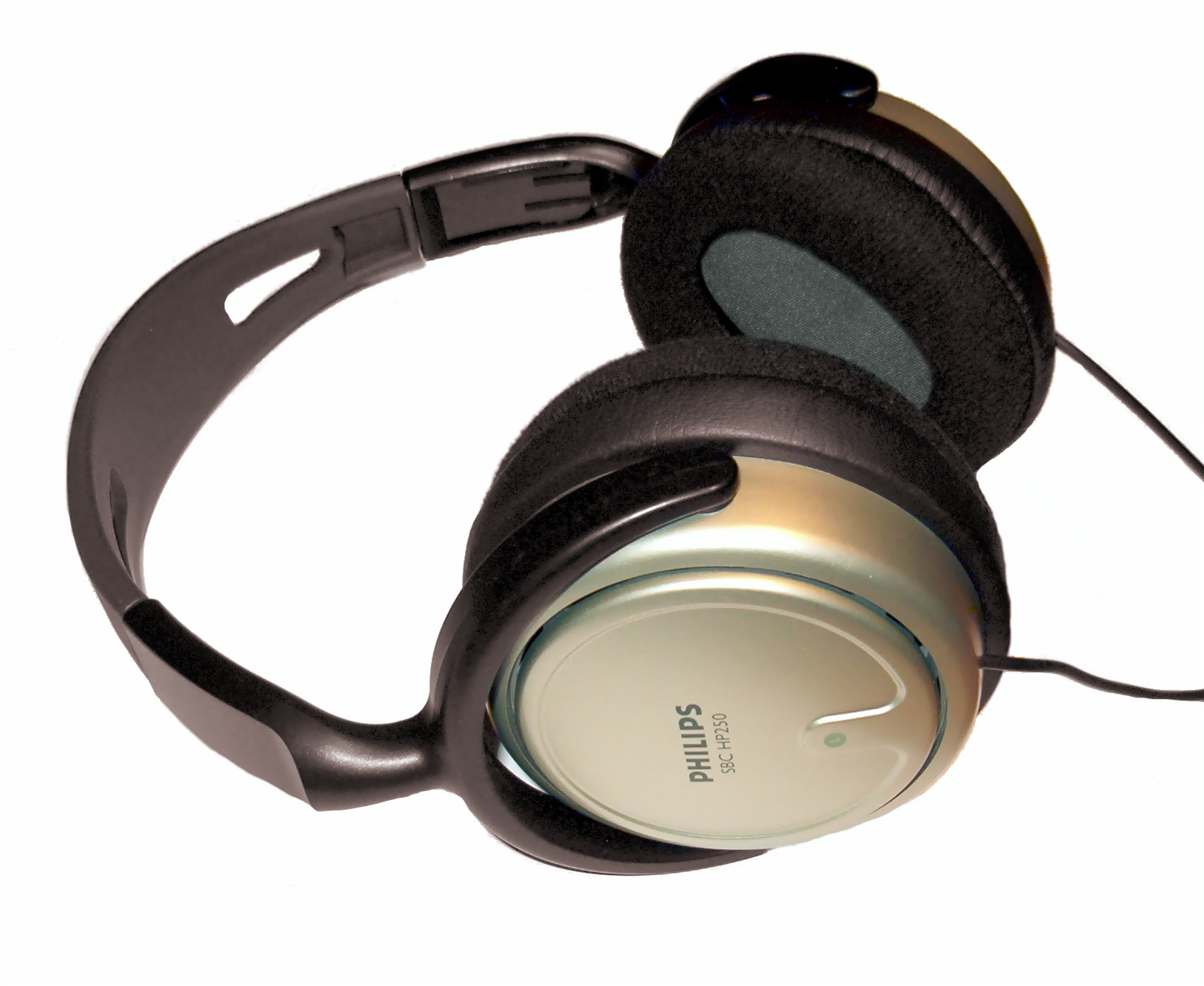
Навушники від Philips

Концерн «Філіпс» засновано в 1891 братами-інженерами Герардом і Антоном Філіпсами, які відкрили у Ейндговені невелику фабрику з виробництва електроламп з 10 робітниками та продуктивністю 100—200 ламп у день. Через декілька років «Філіпс глуйлампенфабрікен НФ» («Електролампові заводи Філіпс») стали відомими в країні та вже у 1916 році королева Нідерландів Вільгельміна надала підприємству Філіпсів право називатися королівським — з приставкою «Конінклек». Герард і Антон Філіпси не тільки створили потужне виробництво, але й показали усьому світу приклад нових відносин у бізнесі. Їх девіз — «Цифри важливі, але люди важливіші» — незмінно дотримується в концерні з покоління в покоління. У 1999 році в Нідерландах брати посмертно отримали звання «найкращі підприємці XX століття».
В 1898 році Антон Філіпс відвідав Санкт-Петербург та домовився про продаж половини щорічної продукції. Найважливішим було замовлення на 50 000 ламп-свічок, які вставлялися в кришталеві канделябри. Як наслідок, вони повністю освітили Ермітаж. Продукція марки «Філіпс» також поставлялася в СРСР.
До 1971 року концерном керували члени сім'ї Філіпсів, останнім з яких був Фріц Філіпс (син Антона). Фріц Філіпс увійшов до керуючого складу компанії в 25 років, та під час Другої світової війни він був заарештований за відмову співпрацювати з німецькими окупантами. Після війни його політика розвитку компанії дозволила йому перетворити сімейне підприємство у провідний світовий концерн. У 2005 році Фріц Філіпс помер у віці 100 років.

### Після 1990

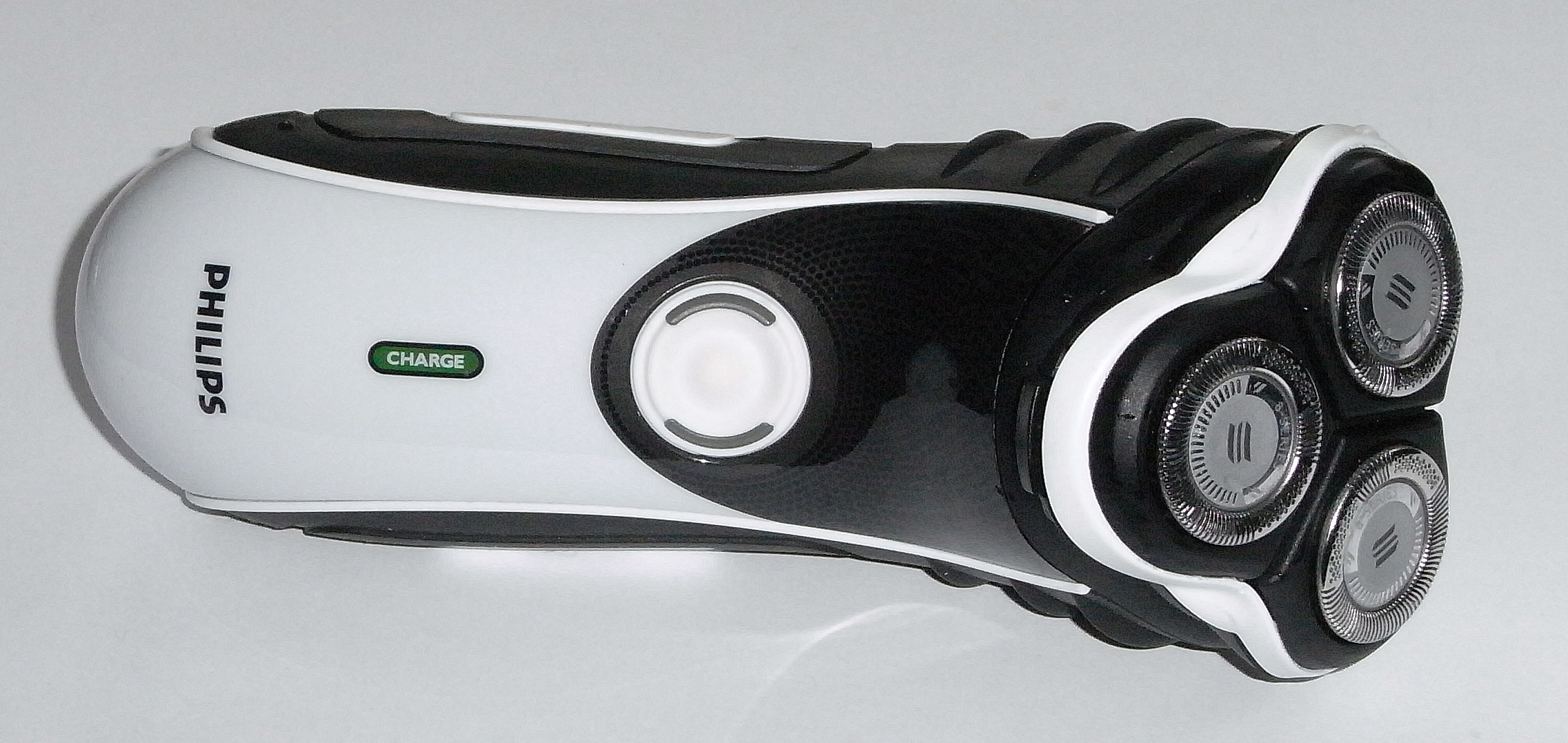
Електробритва Philips

На початку 1990-х роках штаб-квартира була перенесена в Амстердам, але в Ейндговені залишився дослідницький та інженерний центри.
На сьогодні концерн є найкрупнішим в Європі виробником побутової електроніки. «Філіпс» виробляє лампи, радіоприймачі, електробритви, магнітофони, телевізори, комп'ютери, компакт-диски, медичне обладнання, мобільні телефони, серію мікросхем TDA, SAA, SAB, та інше. У 2007 році обсяг продажів склав більш ніж 25 млрд євро. Підприємства концерну розташовані у 60 країнах, на них працюють більше 120 000 робітників.
За інформацією Всесвітньої організації інтелектуальної власності, «Філіпс» є лідером з запатентованих винаходів. За роки діяльності концерн зареєстрував більш ніж 155 000 патентів в понад 60 напрямках бізнесу. «Філіпсом» були розроблені: компакт-диск, мобільний телефон стандарту GSM, технології DVD, JPEG, MPEG, ксенонові автомобільні лампи, UHP-лампи. Тільки в 2005 році «Філіпс» отримала 2404 патента в Європі та 876 на Тайвані, що десь у 2 рази більше, ніж у «Samsung» або «Sony». Щорічно концерн виділяє на дослідницьку діяльність понад 8 % від усього обороту компанії.
Поглинання і злиття з 2000 року
У 2003 році (12 лютого) концерном «Royal Philips Electronics» (51 % акцій) та корпорацією BenQ (49 % акцій) створено спільне підприємство Philips BenQ Digital Storage (PBDS) для спільної розробки приводів оптичних дисків. У 2006 році Lite-On викупає частку BenQ, та в 2007 році підприємство отримує нову назву Philips & Lite-On Digital Solutions Corporation (PLDS).
У 2004 році концерном «Royal Philips Electronics»продано контрольний пакет Philips IT Displays (розробка моніторів інформаційних та для ПК) китайській компанії TPV Technology Limited за $ 358 млн та укладена ліцензійна угода, яка поновлюється через певний термін, на використання торгової марки «Philips» для моніторів. Остаточно підрозділ продано 8 липня 2008 року.
У вересні 2006 року концерн «Royal Philips Electronics» завершив операцію з продажу контрольного пакету (80,1 %) акцій Philips Semiconductors консорціуму приватних інвесторів, що складається з Kohlberg Kravis Roberts & Ко (KKR), Bain Capital, Silver Lake Partners, Apax Partners, AlpInvest Partners. Нова компанія має назву NXP Semiconductors N.V..
У 2006-2007 роках концерн «Royal Philips Electronics» продав свій підрозділ по виробництву мобільних телефонів китайській компанії «China Electronics Corporation» (CEC). Компанія CEC отримала право на п'ятирічне використання бренду «Philips».
У 2008 році концерн «Royal Philips Electronics» продав свою частку у спільній компанії LG.Philips LCD, була заснована в 1999 році, єдиному іншому засновнику — компанії LG Electronics.
У квітні 2011 року концерн «Royal Philips Electronics» (30 % акцій) та китайська TPV Technology Limited (70 % акцій) створили спільне підприємство TP Vision, яке виключне право має на використання та розповсюдження (на певній території) телевізорів під торговою маркою «Philips».
У січні (29/01) 2013 року було повідомлено про досягнення згоди на придбання японською компанією Funai Electric Co., Ltd всіх акцій підрозділу «Royal Philips Electronics» Lifestyle Entertainment за 150 млн євро, не враховуючи плату за використання торгової марки PHILIPS (може поновитися через 5,5 років на новий термін) для зазначеної нижче продукції. Підрозділ розробляв: навушники, автомобільне аудіо, портативні аудіо та відеоплеєри та домашні мультимедійні системи, а також телефони DECT, батареї живлення, кабелі, портативні зарядні пристрої, антени та інше. Для продажу підрозділ буде виведено в окрему компанію. Угода по аудіо, мультимедіа та аксесуарам буде завершена в 2013 році, відео-бізнес набуде нового власника лише у 2017 році (пов'язано з існуючими ліцензійними угодами щодо інтелектуальної власності).
Компанія Royal Philips з першого тижня повномасштабної війни зупинила всі поставки у РФ товарів споживчої електроніки та комплектуючих до них. Діяльність офіційного онлайн-магазину Philips у цій країні також припинено. Також припинено виробництво медичного обладнання у цій країні та послуги із консультування медичних закладів.

## Керівництво

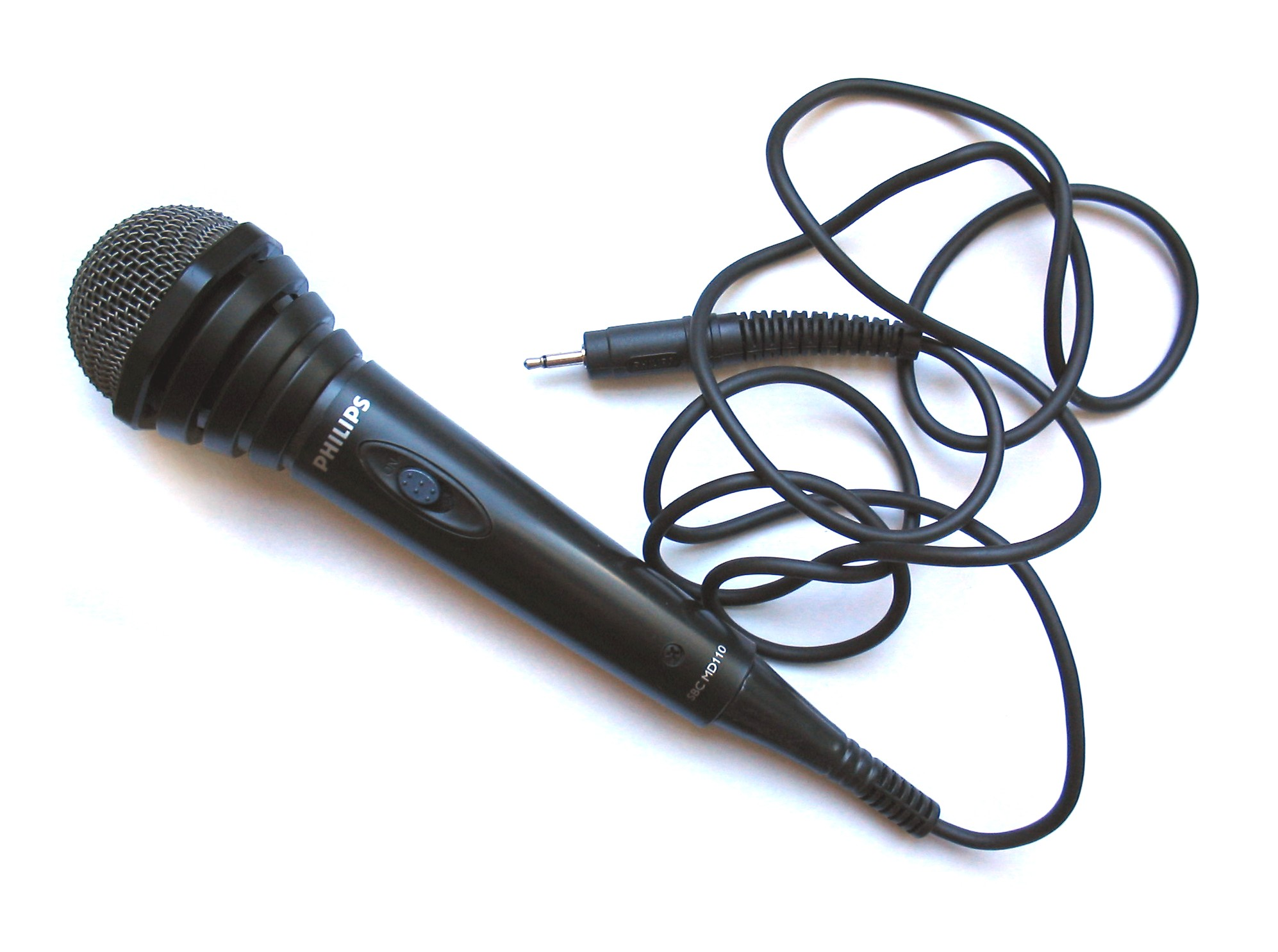
Мікрофон Philips

Структура керівництва «Філіпс» складається з двох рівнів: Рада директорів та наглядова рада, яка контролює діяльність Ради директорів.

### Рада директорів
Виконавче керівництво довірено Раді директорів під представництвом Президента або Генерального директора. Рада складається мінімум з трьох членів (в даний час їх шестеро). Члени Ради директорів володіють колективними правами та обов'язками. Вони відповідають за загальний напрямок діяльності компанії, виконання стратегій та політик, досягнення поставлених цілей.

### Комітет колективного керівництва
Комітет колективного керівництва складається із членів Ради директорів, керівників бізнес-підрозділів та основних менеджерів. Члени Комітету обираються Наглядовою радою. Головною метою Комітету є контроль над дотримуванням бізнес-стандартів та впровадження загальник політик.

### Наглядова рада
Наглядова рада здійснює нагляд за політикою виконавчого керівництва (рада директорів) та загальним станом справ компанії і афільованих осіб, а також консультує виконавче керівництво по вищезазначеним питанням.

### Головний виконавчий директор (CEO)
- 1891—1922 — Жерар Філіпс
- 1922—1939 — Антон Філіпс
- 1939—1961 — Франса Оттен
- 1961—1971 — Фріц Філіпс
- 1971—1977 — Хенк ван Раймсд'юк
- 1977—1981 — Ніко Роденбург
- 1982—1986 — Вісс Деккер
- 1986—1990 — Корнеліс ван дер Клюгт
- 1990—1996 — Ян Тіммер
- 1996—2001 — Кор Бунстра
- 2001—2011 — Жерар Кляйстерлі (Gerard Kleisterle)
- 2011—2022 — Франс ван Хаутен (Frans van Houten)
- З 2022 посаду обіймає Рой Якобс (Roy Jacobs).

## Продукція

### Philips Healthcare (медичні рішення)[12]
Діяльність «Філіпс» в медичній галузі (Philips Healthcare) почалася в 1918 році, коли компанія уперше представила медичну рентгенівську трубку; в 1895 після придбання компанії CHF Muller of Hamburg на ринок була випущена перша комерційна рентгенівська трубка. В 1933 році компанія виробляла медичне рентгенівське обладнання в Європі та США.

#### Загальні відомості
Компанія є однією з трьох провідних компаній на ринку медичних рішень. Сучасна діяльність компанії поділяється на 5 напрямків: «Системи візуалізації» (з обсягом продажів у 2,7 млрд євро), «Медична інформатика і клінічні системи» (з обсягом продажів у 1,9 млрд євро), «Сервісне обслуговування» (з обсягом продажів у 1,9 млрд євро) та найперспективніший сектор — «Домашні медичні рішення»; цей напрямок був заснований в кінці 2004 року та в наш час[коли?] включає в себе об'єднані потужності розташованих у США компаній Lifeline (придбана в 2006 році), Healthwatch, Raytel і Respironics (придбана в 2007 році).

### Philips Lighting (світлові рішення)[14]
«Філіпс» Світлові рішення почала свою діяльність 117 років тому з невеликої фабрики з виробництва електроламп. 110 років тому, в 1898 році, Philips Lighting вийшла на ринок Російської імперії, підписав угоду поставки 50 000 ламп-свічок, які освітили Ермітаж.
На сьогодні «Філіпс» займається виробництвом:
- ламп — 44 %
- світлодіодних компонентів і модулей — 5 %
- світильників для дому — 6 %
- професійних світильників — 17 %
- автомобільних і ламп спеціального призначення — 14 %
- світлової електроніки — 14 %

#### Загальні відомості
Оборот Philips Lighting в 2007 році склав 6,1 млрд євро, 4,9 % якого інвестується в дослідницьку діяльність.
В Philips Lighting працюють 50 000 співробітників по усьому світу у біль ніж 60 країнах.
Виробничі підприємства розташовані в 18 країнах: Нідерланди, Бельгія, Франція, Німеччина, Велика Британія, США, Мексика, Бразилія, Індія, Малайзія, Індонезія, Таїланд, Китай, Південна Корея, Польща, Угорщина, Словенія, Росія.
Philips Lighting пропонує рішення для областей застосування:
- магазини
- офіси
- лікарні
- промисловість
- зовнішнє освітлення
- спортивні об'єкти

### Philips Consumer Lifestyle (споживчі товари)[15]
1 січня 2008 року був створений новий сектор — Philips Consumer Lifestyle («Філіпс» Споживчі товари), сформований за рахунок об'єднання «Побутова електроніка» та «Побутова техніка».
Сьогодні цей сектор об'єднує наступні напрямки діяльності:
- побутову електроніку — 38,7 %
- медичні рішення — 24,1 %
- побутову техніку — 11,1 %
- I&EB + GMS — 3,4 %
- світлові рішення — 22,7 %

#### Загальні відомості
Оборот в 2007 році склав 13,33 млрд євро (приблизно 50 % від обороту всієї компанії).
В цьому секторі працюють 25 000 співробітників по усьому світу більш ніж у 49 країнах.
Виробничі підприємства розташовані в 12 країнах: Нідерланди, Бельгія, Франція, Угорщина, Австрія, Польща, США, Мексика, Бразилія, Китай, Сингапур.
На глобальному ринку електротехніки Philips Consumer Lifestyle представлений наступними категоріями товарів:
- очищувачі повітря
- портативні медіаплеєри
- ПК-периферія
- Домашні кінотеатри
- DVD та відео
- телевізори та проектори
- аудіо/відео медіа
- кухонна техніка, прилади по догляду за одягом
- прилади персонального догляду
- прилади для мам та малюків
- мобільні телефони[16]

## Технології «Філіпс»[17]
Технологія фонового підсвічування Ambilight була запатентована компанією та отримала декілька модифікацій.
Так, технології двоканального (Ambilight 2), трьохканального (Ambilight Surround) та повного підсвічування (Ambilight Full Surround) створюють розсіяне світло, який доповнює кольори та світлову інтенсивність зображення.
Ambilight Spectra — наступний крок у розвитку технології Ambilight, що дозволяє створювати «об'ємне» зображення. 126 світлодіодів формують світловий спектр, який візуально розширює зображення у периферійному зорі.
Технологія Ambisound розроблена компанією «Філіпс» та дозволяє забезпечувати об'ємне звучання при меншій кількості динаміків, що досягається за рахунок суміщеного ефекту векторної обробки, точного позиціювання динаміків та психоакустичного феномену.

### Moving Surround Sound
Ця технологія посилює враження від прослуховування або перегляду відео за допомогою додавання «візуального» параметру: верхні динаміка з металевими голівками оснащені електроприводом. Поєднання динаміків, що рухаються разом створює ефект звучання, що направлене у сторону слухача та розширює зону звучання.

## Дизайн «Філіпс»

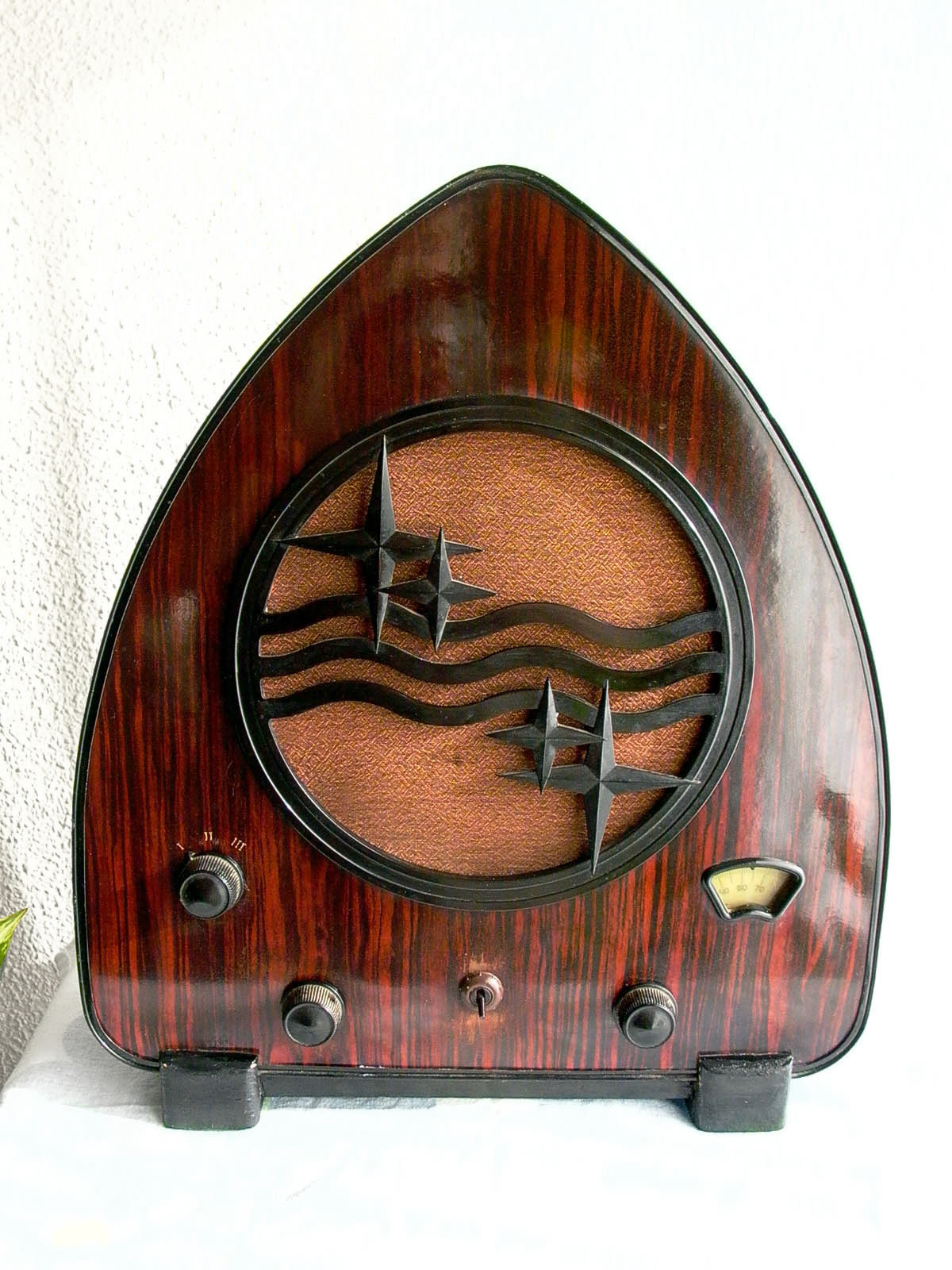
Радіоприймач Philips 930 (1931.)

### 1920–1960роки

#### Ранні етапи
Компанія «Філіпс» зацікавилася питаннями дизайну в кінці 1920-х, коли було прийнято рішення про початок масового виробництва споживчих товарів. Вперше для виходу до масового ринку знадобилася реклама. В 1925 році до рекламної секції компанії долучився Луіс Кальфф, що став відповідальним за художні аспекти реклами, продуктів і навіть архітектури. Перед рекламною секцією ставили завдання з координації рекламних компаній, які повинні були враховувати різницю у смаках споживачів по усьому світу. Секція також відповідала за дизайн продуктів, але рішення про випуск моделі все-ж таки приймалося з оглядом на технологічні інновації та оцінку ринків, а форма вважалася вторинною.

### Необхідність індивідуальності
Ідея, що дизайн має впливати на політику виробництва, щоб контролювати якість продукції в глобальному масштабі, народилася у «Філіпс» у 1960-ті. За рахунок швидкого росту компанії та відповідному збільшенню асортименту, ризик того, що національні і продуктові підрозділи почнуть виробляти продукцію власного дизайну, збільшувався. Необхідно було затвердити єдиний дизайн продуктів «Філіпс». З цією метою Рада директорів в 1960 році сформувала Бюро індустріального дизайну («Concern Bureau Vormgeving»).

### 1960–1990роки

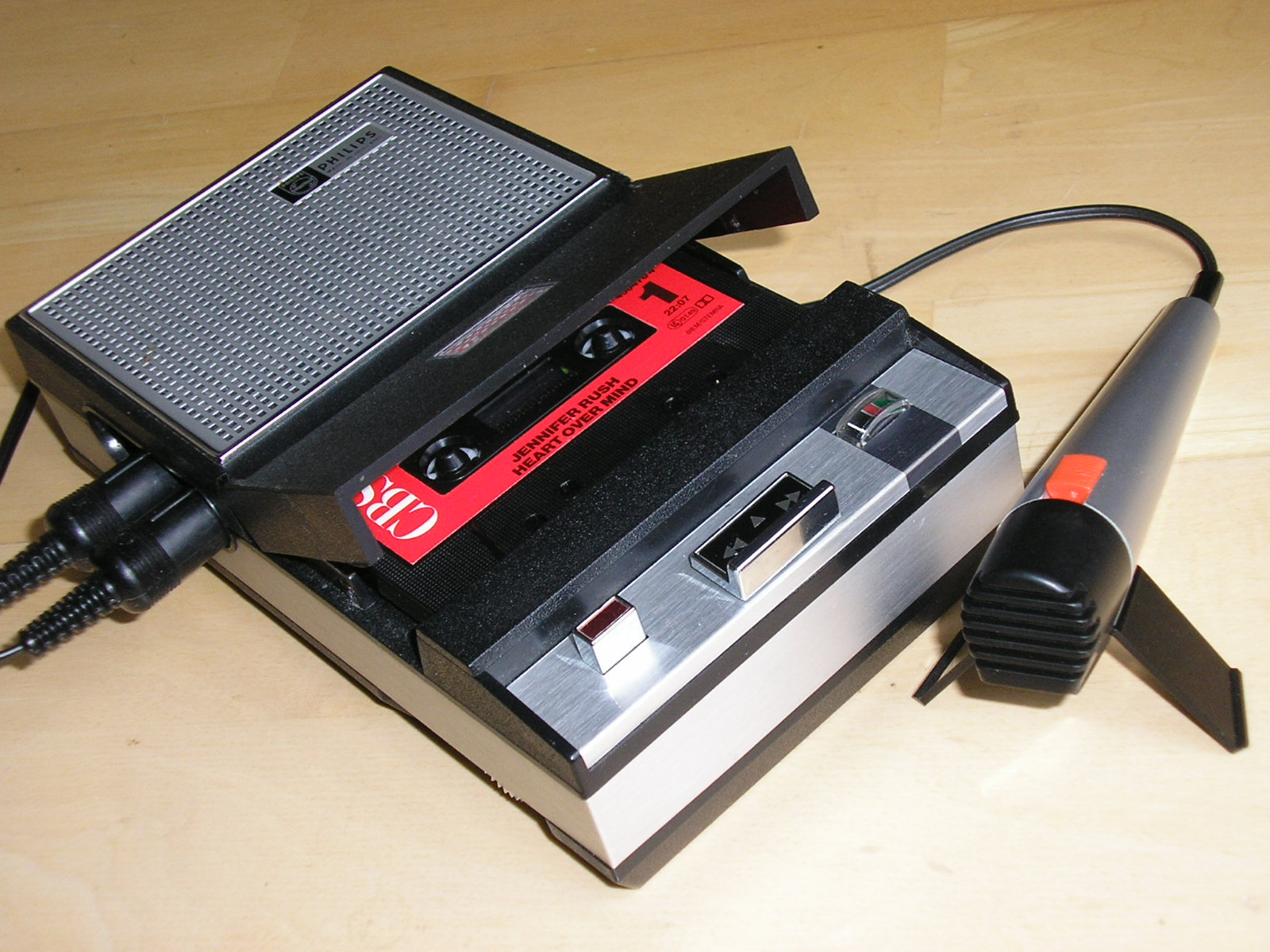
EL3302 — один з ранніх касетних магнітофонів (1968)

#### Розвиток бренду
З приходом норвежця Кнута Айрана (Knut Yran), назва «Concern Bureau Vormgeving» змінилася на «Concern Industrial Design Centre» (CIDC). Ставши новим директором дизайнерського підрозділу, Айран привніс у процес розвитку дизайну системний підхід, так званий «Шлях дизайну» (DEsign Track). В основі підходу був процес, умовно розділений на дві фази. У першій фазі, фазі брифінгу, виконувалися дослідження, збір інформації і навіть поглиблене вивчення, якщо того потребувала друга фаза — фаза розробки дизайну. Айрон також є автором фірмового стилю компанії «Філіпс», який базувався на створенні обов'язкових стандартів для усіх аспектів візуального дизайну. Метою було покращити ефективність праці, захистити юридичне положення товарних знаків компанії та створити її імідж.

### Дизайн як інструмент в боротьбі з конкурентами
В 1980 році на пост директора CIDC був призначений американець Роберт Блейч (Robert Blaich). Він вважав, що дизайн будь-якого продукту або засобу комунікації повинен, перш за все, задовольнити споживача. Він розумів продукти як «офіційні повідомлення про імідж компанії», і дизайн став ефективним інструмент у боротьбі з конкурентами. Блейч вказував на необхідність повністю інтегрувати дизайн і ергономіку в процес розробки, виробництва та продажу продукту.

### 1990— наші дні

#### Високий дизайн
В 1991 році Стефано Марцано змінив Роберта Блейча на посту Старшого директора. Для компанії «Філіпс» почалася нова ера в дизайні, розробка та презентація нового бачення та місії. Нове бачення та місія передбачають створення цінності для людей тим, що вони назвали «Досконалість високого дизайну (High Design Excellence)». Досконалість високого дизайну — це орієнтований на людину, дослідницький підхід до дизайну, що дозволяє вбудувати дизайнерський процес в процес створення бізнесу.
Для того, щоб підкреслити цей перехід від орієнтації на «залізо» до орієнтації на людину, назву бюро Concern Industrial Design Centre (CIDC) змінили на Philips Design.
На початку 1998 року бюро Philips Design стало самостійним підрозділом в рамках групи компаній «Філіпс», що може обслуговувати не тільки підприємства групи, але й клієнтів за її межами.